# Ярошук, Александр Георгиевич
Алекса́ндр Гео́ргиевич Ярошу́к (род. 15 ноября 1965, Калининград, РСФСР, СССР) — российский политик. Депутат Государственной думы Федерального собрания Российской Федерации VII созыва с 9 сентября 2018 по 12 октября 2021 года. Сенатор Российской Федерации (с 2021 года), входит в Комитет Совета Федерации по обороне и безопасности.
Глава городского округа «Калининград» (с 2 декабря 2007 по 21 марта 2018 года).
Из-за поддержки нарушения территориальной целостности Украины во время российско-украинской войны находится под персональными международными санкциями  Евросоюза, США, Великобритании и ряда других стран.

## Биография
Родился 15 ноября 1965 года в городе Калининграде.
В 1983 году окончил среднюю школу № 17 (ныне лицей) в Калининграде.
Был «твердым троечником» в школе, с его собственных слов.
В 1988 году окончил ракетно-артиллерийский факультет Калининградского высшего военно-морского училища и был направлен служить на большой десантный корабль (БДК) «Митрофан Москаленко» Северного флота. В декабре 1991 года уволен из армии по сокращению штатов в звании старшего лейтенанта.
В 1992 году, вернувшись в Калининград, занялся строительным бизнесом.
В 1995 году основал и возглавил компанию «Бауцентр» в Калининграде, которая вскоре выросла до уровня общероссийской сети строительных гипермаркетов, став крупным межрегиональным поставщиком строительных материалов. Затем создал строительную корпорацию «Балткоммерцстрой».
В 2002 году окончил Санкт-Петербургский международный институт менеджмента, получив второе высшее образование с присвоением квалификации «мастер делового администрирования (МВА)».
2 декабря 2007 года Александр Ярошук избран главой городского округа «Город Калининград».
В 2010 году окончил Северо-Западную академию государственной службы при Президенте Российской Федерации с присвоением квалификации «менеджер» по специальности «Государственное и муниципальное управление».
По итогам единого дня голосования 14 октября 2012 года на территории Калининградской области, Александр Ярошук переизбран на второй срок на должность главы городского округа «Город Калининград» с результатом 56,62 % (41 537 человек) от общего числа голосов избирателей на выборах главы областного центра.
1 ноября 2012 года в зале заседаний мэрии состоялась церемония инаугурации главы города.
Александр Ярошук входит в резерв управленческих кадров Президента России.
Ярошук является президентом Калининградского регионального отделения «Общероссийской федерации рукопашного боя».
Декларированный доход Александра Ярошука за 2012 год составил 1.836.973,07 рублей, а за 2013 год — 3.260.209,35 рублей.
9 сентября 2018 года в единый день голосования на дополнительных выборах в Госдуму РФ избран депутатом.

### Политическая деятельность
В 1998 году Александр Ярошук был назначен советником по экономическим вопросам мэра Калининграда Юрия Савенко, а в 2001 году был избран депутатом Калининградского городского Совета (третьего созыва), был заместителем председателя комиссии Совета по экономической политике и муниципальной собственности.
В 2006 году вновь был избран депутатом городского Совета, получил должность председателя городского Совета депутатов. Возглавил городское отделение партии «Единая Россия».
16 августа 2010 года «Единой Россией» включён в список кандидатов на должность губернатора Калининградской области вместо Георгия Бооса, однако Президентом России на должность губернатора выдвинут Николай Цуканов.
Александр Ярошук является членом Президиума регионального политического совета партии «Единая Россия».
21 октября 2021 года голосами 27 из 32 депутатов Калининградской областной думы избран членом Совета Федерации — представителем законодательного органа государственной власти региона.

## Награды
- Благодарственное письмо Президента Российской Федерации[2].
- Медаль ордена «За заслуги перед Отечеством» II степени[2].
- Орден преподобного Сергия Радонежского III степени Русской православной церкви[2].
- Орден «За заслуги перед Калининградской областью» (2014 года)[18].
- Медаль «За заслуги перед городом Калининградом» (20 мая 2015 года) — за высокий профессионализм руководителя и успешную деятельность, направленную на развитие строительства, жилищно-коммунального хозяйства и социальной сферы городского округа «Город Калининград»[19].
- Медаль Франциска Скорины, Указ Президента Республики Беларусь № 122 от 12 апреля 2017 года[20].
- Орден Дружбы (2020 год)[21].

## Семья
Александр Ярошук был женат на Жанне Ярошук. В августе 2013 года супруги развелись. Воспитывает четверых детей.
Бывшая супруга Жанна Ярошук занимается предпринимательской деятельностью, её фирма оказывает транспортные услуги. В 2011 году она заработала 32 миллиона 982 тысячи рублей.
В конце мая 2013 года газета «Коммерсантъ» сообщила, что жена Ярошука владеет незадекларированной недвижимостью в Каннах (Франция) площадью 160 квадратных метров примерной стоимостью 1,1-1,2 миллиона евро. Кроме того, в собственности у Жанны Ярошук имеется гостиница коттеджного типа площадью 179 квадратных метров в посёлке Лесном на территории национального парка «Куршская коса» под Калининградом, платная парковка площадью 690 квадратных метров на улице Пражская в Калининграде и др.
15 ноября 2013 года газета «Известия» сообщила о том, что прокуратура Калининградской области вынесла мэру Калининграда Александру Ярошуку представление за то, что в декларации его супруги два года подряд не был указан земельный участок площадью 1,1 тыс. м². в посёлке Лесном на Куршской косе, на котором расположен гостиничный коттедж Ярошуков. Как выяснилось, участок находится в долгосрочной аренде у Жанны Ярошук, а земля с коттеджем находится в зоне, отведённой для строительства объектов рекреационного назначения, и не предназначена для строительства частного жилья. Прокурорское предписание было направлено на рассмотрение Совету депутатов Калининграда, после чего председатель Совета Андрей Кропоткин сообщил «Известиям», что «земельный участок не был указан Александром Ярошуком ошибочно, без умысла на сокрытие», поскольку «очевидно, что при наличии такого умысла и строение, расположенное по такому же адресу, не было бы указано». "На основании изложенного, основания для применения к главе городского округа «Город Калининград» Ярошуку А. Г. мер воздействия в соответствии с нормами действующего законодательства отсутствуют, — заявил Кропоткин.
26 ноября 2013 года стало известно, что Ярошук оформил развод со своей супругой Жанной. В этот же день Александр Георгиевич подтвердил эту информацию, сообщив о том, что бракоразводный процесс завершился ещё в августе 2013 года. От развёрнутых комментариев по этой теме глава Калининграда отказался.

## Санкции
9 марта 2022 года, на фоне вторжения России на Украину, внесён в санкционный список всех стран Европейского союза так как он голосовал за ратификацию договоров о дружбе с самопровозглашёнными ЛНР и ДНР.
24 марта 2022 года внесён в санкционный список Канады «соратников режима» за «содействие в нарушения суверенитета и территориальной целостности Украины»
30 сентября 2022 года внесён санкционный список Соединенных Штатов Америки «за аннексию Путиным регионов Украины» и одобрения закона о фейках. Государственный департамент отмечает что сенаторы  «проголосовали за одобрение просьбы Путина о вводе войск в Украину, что послужило неоправданным предлогом для полномасштабного вторжения России в Украину».
По аналогичным основаниям, с 15 марта 2022 года находится под санкциями Великобритании. С 16 марта 2022 года находится под санкциями Швейцарии. С 21 апреля 2022 года находится под санкциями Австралии. Указом президента Украины Владимира Зеленского от 7 сентября 2022 находится под санкциями Украины. С 3 мая 2022 года находится под санкциями Новой Зеландии.

## Критика
Огласку получила информация о непродуктивном расходовании 2,9 миллиардов рублей, выделенных на приведение в порядок набережной Верхнего пруда в Калининграде, и строительство частного аттракциона «Колесо обозрения» на деньги налогоплательщиков. Об этом сообщалось 26 ноября 2012 года в авторской программе Андрея Караулова «Момент истины» на российском Пятом канале.
Александр Ярошук заявил, что его юристы разбираются в ситуации и ищут основания для обращения в суд с иском о распространении недостоверной информации Андреем Карауловым.
В феврале 2013 года Андрей Караулов вновь коснулся темы Калининграда. На сей раз предметом его внимания стало строительство Второй эстакады, которую по данным экспертов программы, строили приближённые к Ярошуку фирмы.